# Frostpunk
Frostpunk è un videogioco di sopravvivenza gestionale sviluppato e pubblicato da 11 Bit Studios. I giocatori assumono il ruolo di leader in una storia post apocalittica distopica della fine del XIX secolo, in cui devono costruire edifici, esplorare, gestire le risorse ed i cittadini di una città durante una glaciazione mondiale. Il gioco presenta diversi scenari da affrontare, ognuno con le proprie storie e diverse sfide.
Il gioco è stato inizialmente rilasciato per Microsoft Windows nell'aprile 2018, ma è stato successivamente reso disponibile per PlayStation 4 e Xbox One nell'ottobre 2019. Il gioco ha ricevuto recensioni generalmente positive al momento del rilascio e ha venduto oltre 1,4 milioni di copie entro un anno dalla sua uscita.
Il 12 agosto 2021 è stato annunciato il seguito, Frostpunk 2.

## Trama
Il giocatore, noto semplicemente come "il Capitano", inizia con un piccolo gruppo di sopravvissuti composto da lavoratori, ingegneri e bambini con piccoli depositi di provviste con cui costruire una città. Raccogliendo carbone, legno, acciaio e cibo, il giocatore dovrà mantenere la sua società calda e sana in mezzo a temperature costantemente in variazione, e intanto affrontare condizioni meteorologiche e turbolenze politiche che possono indurre i cittadini a lavorare di meno. Nella maggior parte degli scenari, ad eccezione di On the Edge, l'intera città è costruita attorno ad un generatore a vapore dipendente dal carbone che produce calore in un raggio circolare e che può essere esteso e intensificato durante il gioco, richiedendo un maggiore apporto di materie prime. Il gioco sottolinea la necessità di dare la priorità agli edifici a seconda del calore di cui hanno bisogno; case e strutture mediche richiederanno un posizionamento ravvicinato al reattore, per evitare che il giocatore affronti focolai di congelamento e malattia. Mentre le case possono essere isolate meglio durante il gioco, le strutture mediche dovranno essere mantenute a temperature superiori a -20 °C, altrimenti rischiano di essere inutilizzabili. Anche i luoghi di lavoro dovranno essere isolati, cosa che può essere ottenuta mediante pali di raccolta e turbine a vapore, ma possono venire completamente automatizzati con l'introduzione di Automi.
Il giocatore ha la possibilità di utilizzare le leggi per regolare la produttività della propria società al costo di aumentare il malcontento, ad esempio consentendo il lavoro minorile o forzando turni temporanei di 24 ore, ma anche leggi per sviluppare una migliore assistenza sanitaria come protesi o razioni extra per i malati. Nella maggior parte degli scenari, il giocatore ha anche la possibilità di aumentare il sostegno dei cittadini tramite uno dei due percorsi, l'"Ordine", che include edifici e leggi per rafforzare la sicurezza, o la "Fede", che include edifici e leggi che implementano una religione. Questi due percorsi possono essere proseguiti fino al fanatismo, con il percorso "Ordine" che porta a un'autocrazia militarista oppure con il percorso "Fede" che porta ad una teocrazia totale. Il giocatore potrà anche programmare un'esecuzione per ridurre le proteste ed il malcontento generale nella propria città. L'adozione di una qualsiasi delle ultime tre leggi di entrambi i percorsi porterà al finale "Fanatico". 11BitStudios ha menzionato più volte che il sistema legale è stato progettato per forzare i giocatori tra la scelta della sopravvivenza o il mantenimento dell'umanità, creando un dilemma morale su cui si basa il gioco.
La tecnologia è un'altra caratteristica del gioco, con l'ambiente sempre più freddo che costringe la città ad adattarsi con un migliore isolamento, reattori più forti, una migliore produzione industriale e macchinari più efficienti. Costruire un'officina consente al giocatore di ricercare tecnologie ed edifici che renderanno la città più efficiente.

## Modalità di gioco
Il gioco è ambientato in un 1886 alternativo in cui le eruzioni del Krakatoa e del Monte Tambora, l'oscuramento del Sole e altri fattori sconosciuti hanno causato un'era glaciale mondiale. Ciò a sua volta ha portato a un diffuso fallimento dei raccolti e alla morte di milioni di persone. Questo evento si allinea all'incirca con la storica eruzione del Krakatoa del 1883, un evento vulcanico che ha portato al raffreddamento globale.
In risposta a ciò, l'Impero britannico e gli Stati Uniti costruirono diverse installazioni chiamate "generatori", progettate come centri urbani. In tutti gli scenari, il giocatore è il leader di una città attorno a un generatore e dovrà gestire le risorse per garantire la sua sopravvivenza.
Il gioco è stato pubblicato con tre scenari, ciascuno con sfondi e trame diversi; se ne aggiungono altri tre come DLC, uno gratuito per tutti i giocatori e due come parte del Season Pass. Una patch successiva introduce la modalità Endless, che evita gli elementi narrativi per concentrarsi sulla sopravvivenza il più a lungo possibile durante la resistenza alle tempeste intermedie.
Una nuova casa
Nello scenario principale, il giocatore è il leader di un gruppo di esploratori che sono fuggiti dal freddo e dalla fame di Londra in una spedizione per trovare presunte enormi riserve di carbone nel nord, scoprendo un enorme generatore di calore in un gigantesco cratere riparato. Decidono di stabilirsi lì creando la città di New London. Il giocatore deve prendere decisioni difficili per aiutare le persone a trovare il loro scopo e rimanere fiduciose, oltre a prevenire una rivolta da parte di coloro che desiderano tornare a Londra. Il giocatore in seguito deve anche procurare rifornimenti sufficienti per assicurarsi che la città sopravviva alla temperatura in continua diminuzione, a partire da -20 °C e diminuendo lentamente, con alcuni picchi, fino a una media di -70 °C. Procedendo con la trama, l'abbassamento repentino delle temperature a causa di una tempesta renderà le miniere di carbone inutilizzabili ed il generatore faticherà a riscaldare le persone. Sopravvivere alla tempesta con almeno un cittadino si tradurrà in una "vittoria", anche se le conseguenze possono variare.
L'Arca
Nel secondo scenario, il giocatore è il leader di un gruppo di studiosi di Oxford e Cambridge responsabili della creazione di una città auto-operativa allo scopo di preservare semi e piante di tutto il mondo dall'inverno vulcanico. Si sistemano attorno ad un generatore situato in un crepaccio di ghiaccio. A differenza della maggior parte degli altri scenari, la popolazione della città è interamente composta da ingegneri e si affida principalmente ad automi per la raccolta di risorse. Durante il gameplay, al giocatore verrà presentato il problema della vicina città di New Manchester alle prese con le scarse risorse e dovrà scegliere se aiutarla o meno a prepararsi per la tempesta in arrivo.
I rifugiati
Nel terzo scenario, il giocatore sarà il leader di un gruppo di rifugiati che ha rilevato un generatore originariamente riservato a un folto gruppo di ricchi signori, guidato da Lord Craven, l'ultimo Primo Ministro del Regno Unito. Ci si troverà a fare i conti con ondate costanti di rifugiati in cerca di un posto caldo. Il giocatore dovrà decidere di accettarli o rifiutarli tenendo conto anche delle risorse limitate a cui ha accesso.
La caduta di Winterhome
Uscito il 19 settembre 2018 come DLC gratuito, questo scenario si svolge appena prima dello scenario principale e ruota attorno alla città di Winterhome. A causa di una gestione inefficace da parte di un leader negligente, le risorse si esaurirono e la città cadde nell'anarchia e nei disordini. Centinaia di persone morirono tra i combattimenti, la fame e il freddo. Il giocatore ha il compito di ricostruire ciò che resta della città e dei suoi abitanti, ma dopo aver ripreso il controllo, scoprirà che il generatore della città è danneggiato irreparabilmente e ha solo pochi giorni per mettere in pratica un piano di evacuazione prima che esploda.
Endless
Introdotta nella patch 1.3.0 di Frostpunk, la modalità Endless è uno scenario altamente personalizzabile in cui i giocatori si sforzano di costruire una città per sopravvivere il più a lungo possibile. A differenza di tutti gli altri scenari, non esiste una trama o un obiettivo di ricerca oltre a sopravvivere a ogni tempesta invernale. Lo scenario termina solo quando il giocatore perde (il generatore viene distrutto o muoiono tutti gli abitanti). I giocatori possono scegliere tra due modalità secondarie e una delle diverse mappe, ognuna con sfide diverse che dovranno tenere in considerazione durante la pianificazione della loro città. La sotto-modalità Endurance offre meno risorse e un clima più rigido, mentre la sotto-modalità Serenity garantisce al giocatore la maggior parte delle tecnologie e gode di bufere di neve più brevi.
The Rifts
Uscito il 27 agosto 2019 come DLC incluso nel Season Pass, The Rifts aggiunge una nuova mappa alla modalità Endless e un nuovo edificio - "The Bridge" - per attraversare i canyon.
L'ultimo autunno
Uscito il 21 gennaio 2020 come DLC incluso nel Season Pass, The Last Autumn è uno scenario prequel ambientato appena prima dell'inizio dell'inverno globale. L'Impero britannico ha creato l'Imperial Exploration Company, per esplorare dei siti per la costruzione di generatori in Canada; il giocatore è il supervisore di uno di questi luoghi, il Sito 113, per l'evacuazione prevista di Liverpool. Durante la costruzione del proprio generatore, il giocatore sarà anche chiamato ad indagare sulla perdita di contatto con i Siti 107 e 120 (distrutti rispettivamente da una lavorazione scadente e da una rivolta sindacale), lasciando il cantiere del giocatore come ultima speranza per Liverpool. Se il giocatore impiega troppo tempo nella costruzione, rischia di essere licenziato dall'IEC e rimandato a casa, ponendo fine al gioco. Man mano che lo scenario avanza e la temperatura cala causando il ghiacciamento del mare e bloccando i rifornimenti delle navi, il giocatore dovrà continuare a lavorare sul generatore e aspettare l'arrivo di un rompighiaccio che li riporterà a casa in Inghilterra. Lo scenario include nuovi alberi e risorse tecnologiche, nuovi edifici (tra cui una stazione telegrafica, sindacati e banchine), nuovi libri di legge per determinare i cambiamenti sociali in corso e nuove minacce per l'insediamento, tra cui fughe di gas tossici e scioperi dei lavoratori. Il DLC include anche "The Builders", una nuova sotto-modalità per la Endless Mode, che prevede la ricostruzione di un generatore distrutto dalle avverse condizioni invernali.
Al limite
L'ultimo contenuto scaricabile del Season Pass, pubblicato il 20 agosto 2020, On The Edge è un sequel dello scenario principale, e include nuove sfide e meccaniche di gioco. Il giocatore è il leader di "Outpost 11", organizzato da un gruppo di scout di New London vicino a un magazzino abbandonato dell'esercito. L'avamposto è costretto a soddisfare le crescenti richieste di risorse in cambio di cibo, provocando la rivolta dei lavoratori e dichiarando l'indipendenza dell'avamposto da New London. A differenza di altri scenari, l'avamposto non ha generatore ma è costretto a fare affidamento su dei bracieri a carbone per il riscaldamento oltre a modi limitati per produrre risorse localmente, dipendendo quindi dal commercio con altri insediamenti vicini. Avanzando con la trama, l'avamposto viene informato che New London è in una grave crisi e deve scegliere di fornire aiuti e salvare la città, o lasciarla al suo destino e prepararsi per un'ondata di rifugiati.

## Sviluppo
Il gioco è stato annunciato nell'agosto 2016. Dopo un'uscita iniziale prevista per la fine del 2017, è stata posticipata fino al 24 aprile 2018, per PlayStation 4 e Xbox One nell'ottobre 2019. Il titolo è stato sviluppato utilizzando il motore di gioco interno di 11 Bit Studios denominato Liquid Engine.

## Accoglienza
| Testata                          | Versione | Giudizio |
| -------------------------------- | -------- | -------- |
| Metacritic (media al 14/01/2024) | PC       | 84/100   |
| Multiplayer.it                   | PC       | 8/10     |
| Everyeye.it                      | PC       | 7.5/10   |
| Eurogamer.it                     | PC       | 9/10     |
| IGN                              | PC       | 9/10     |
| PC Gamer                         | PC       | 89/100   |

Frostpunk ha ricevuto un'accoglienza "generalmente favorevole", secondo l'aggregatore di recensioni Metacritic. È stato nominato ai premi "Miglior gioco di strategia" ai Game Critics Awards, "Miglior design visivo" e "Gioco PC dell'anno" ai Golden Joystick Awards 2018, e "Miglior strategico" ai The Game Awards 2018, "Strategico/simulatore dell'anno" ai DICE Awards, "Musica dell'anno", "Miglior colonna sonora originale" e "Miglior musica INDIE" ai GANG Awards 2019, e "Trama" al 15 ° British Academy Games Awards, e ha vinto il premio "Strategico dell'anno" agli Australian Game Awards 2018.
Come con molti altri titoli di 11 Bit Studios, Frostpunk pone più enfasi sulla sua storia rispetto alle funzionalità sandbox. Sebbene la trama e la colonna sonora siano state molto apprezzate, alcuni hanno criticato la mancanza di riproducibilità, citando la prevedibilità della storia dopo la ripetizione. Frostpunk ha infinite modalità di gioco, in cui il giocatore può costruire ed espandere la propria città con sfide dinamiche; tuttavia, molti ritengono che ci siano ancora opportunità non sfruttate nella modalità sandbox.
Ha venduto oltre 250 000 copie entro tre giorni dalla sua uscita e oltre 1,4 milioni in un anno.

## Gioco da tavolo
È stato venduto tramite Kickstarter nell'ottobre 2020 un gioco da tavolo progettato da Jakub Wiśniewski e Glass Cannon Unplugged basato sull'omonimo videogioco. La campagna di raccolta fondi ha raggiunto 2 496 308 euro.